# Serbia en los Juegos Olímpicos de Pyeongchang 2018
Serbia estuvo representada en los Juegos Olímpicos de Pyeongchang 2018 por un total de 4 deportistas que compitieron en 2 deportes. Responsable del equipo olímpico fue el Comité Olímpico Serbio, así como las federaciones deportivas nacionales de cada deporte con participación.
La portadora de la bandera en la ceremonia de apertura fue la esquiadora Nevena Ignjatović. El equipo olímpico serbio no obtuvo ninguna medalla en estos Juegos.